# Marija od Montpelliera
Marija od Montpelliera (Maria de Montpelhièr) bila je nasljednica Montpelliera, a imala je tri braka – posljednjim je brakom bila aragonska kraljica.
Kći Vilima VIII., lorda Montpelliera i Eudokije Komnene, Marija je rođena 1182. godine. Dana 15. lipnja 1204. Marija se udala za Petra II. Katoličkog, kojem je rodila Sanču i Jakova. Petar je pokušao poništiti brak. Marija je umrla 21. travnja 1213. Jakov, rođen 1. veljače 1208., postao je Jakov I. Aragonski.